# Бомбардировки Ковентри

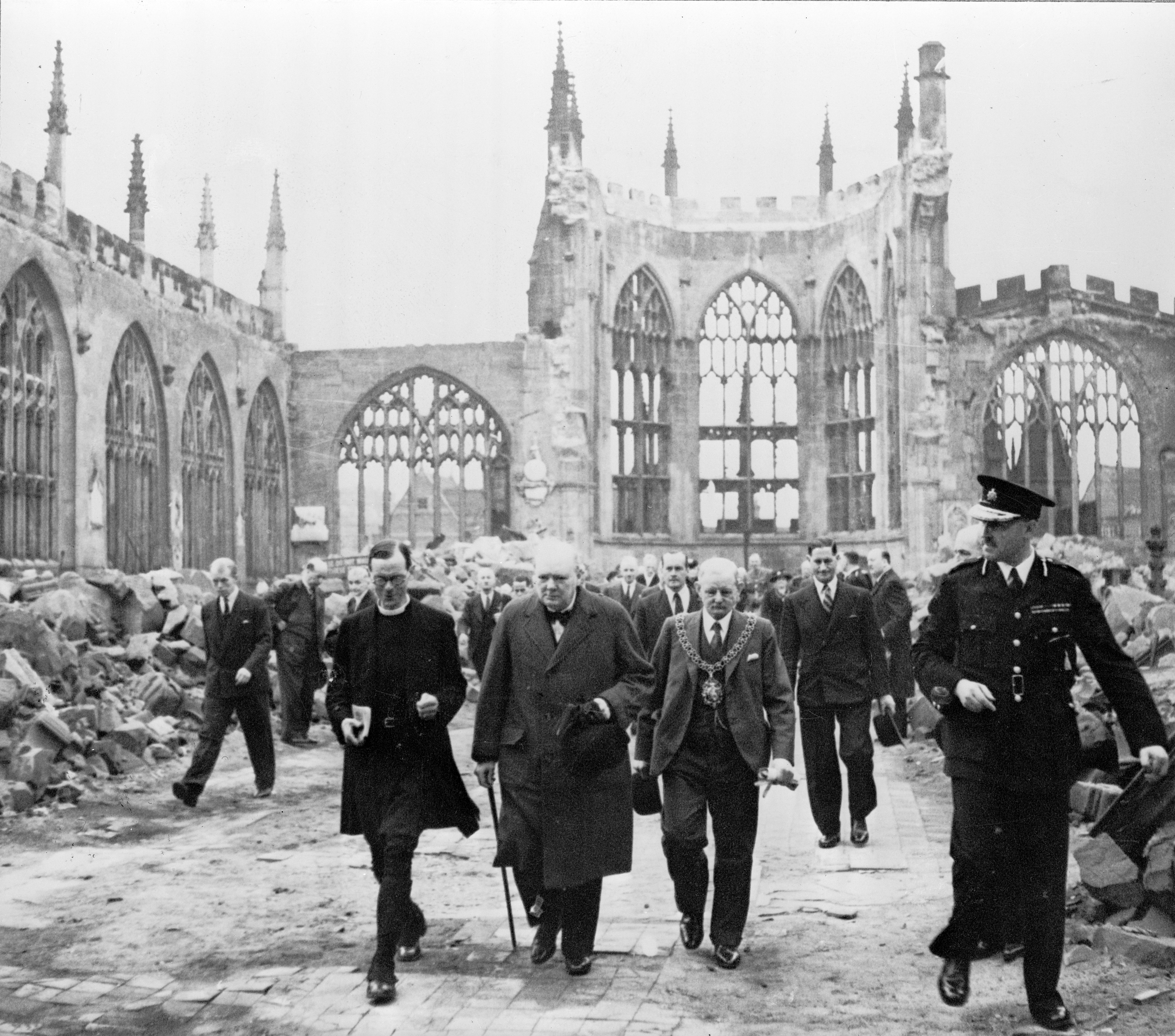
Уинстон Черчилль посещает руины собора Святого Михаила в 1941 году

Бомбардировки Ковентри — эпизоды Второй мировой войны, бомбардировки британского города в 1940—1942 годах, в результате которых тот был практически уничтожен. В бомбардировках принимали участие до 437 самолётов, погибли в общей сложности 1236 человек.

## Значение Ковентри как промышленного центра Великобритании. Начало Второй мировой войны
С конца XIX века Ковентри представлял собой крупный центр оборонной промышленности с населением более 250 тысяч человек. В городе находились многочисленные заводы и фабрики авиационной промышленности, выпускавшие значительную долю продукции для нужд военно-воздушных сил Великобритании. С сентября 1939 года, когда Великобритания вступила во Вторую мировую войну, заводы стали работать в режиме военного времени.
В сентябре 1940 года в ходе воздушной битвы за Британию Германия стала применять массированные авиационные налёты с целью нанесения серьёзных разрушений как в отношении военных, так и гражданских объектов. Когда в результате авиационных бомбардировок сильно пострадал Лондон, это не привело к ожидаемому немцами результату: боевой дух англичан не был подорван, а военные объекты Лондона практически не пострадали. Поэтому немецкое командование решило сосредоточить внимание на городах, предприятия которых специализировались на выпуске военной продукции. В числе первоочерёдных целей был и Ковентри.

## Бомбардировка Ковентри 14 ноября 1940 года

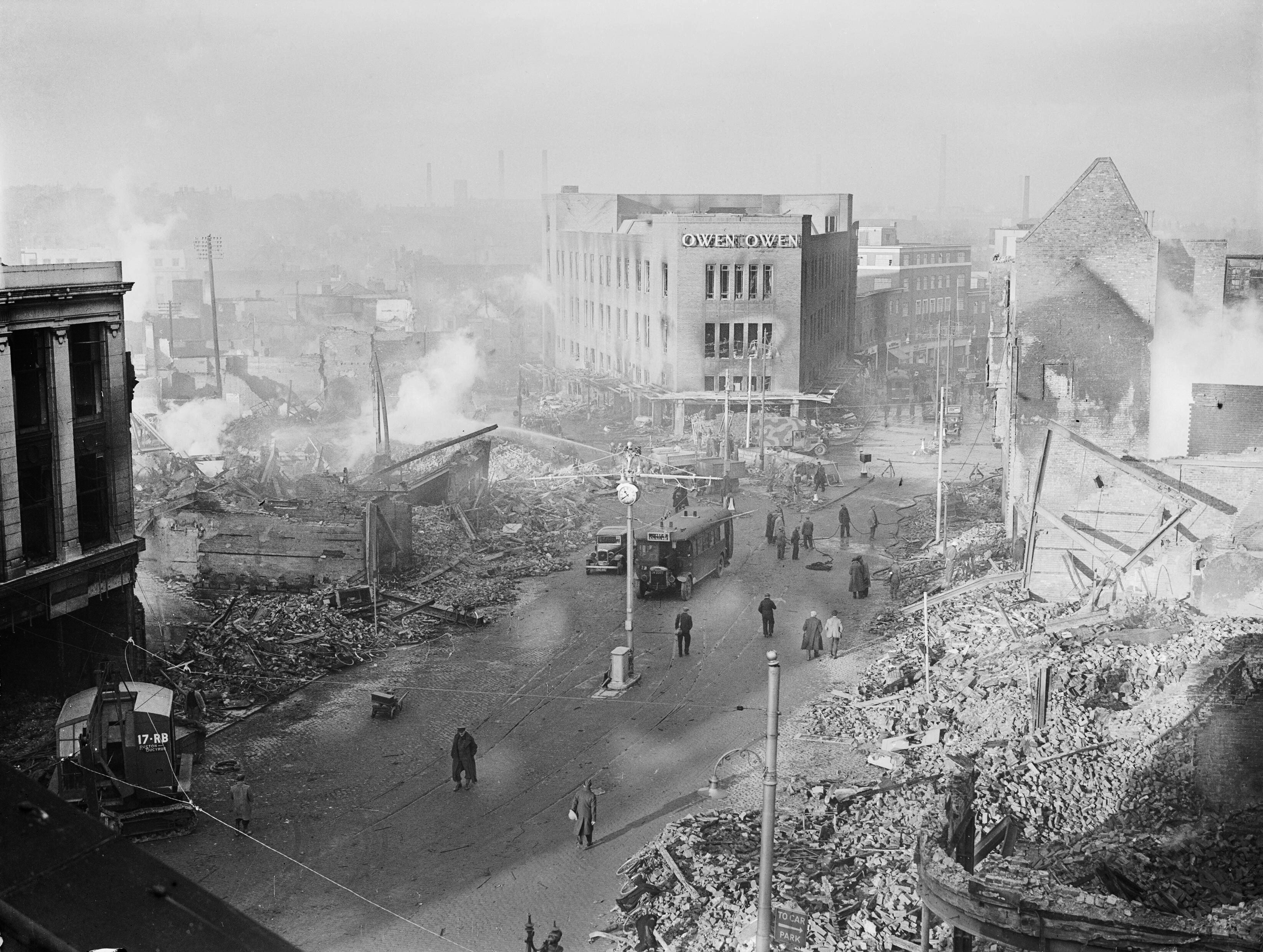
Центр города после налётов 14/15 ноября 1940 года

Вечером 14 ноября 1940 года 12 бомбардировщиков «Хейнкель-111», приписанные к 100-й авиагруппе, покинули свой аэродром на побережье Франции и взяли курс на Великобританию. Определение траектории полёта проводилось с помощью сложной радионавигационной аппаратуры «X-Gerät» («Прибор Икс»).
Распространено мнение, что британское командование знало о предстоящем авиационном налёте противника на Ковентри из расшифрованных радиоперехватов, но приняло решение не усиливать ПВО города и не предупреждать жителей об опасности, так как это могло показать противнику, что британская разведка обладает способностью расшифровки немецких кодов («Энигма»), и коды были бы изменены. Таким образом, британское правительство решило сохранить секретность ценой массовых жертв и разрушений в Ковентри. Данная версия исходит из опубликованной в 1974 году книги Уинтерботэма «Ultra Secret», который отвечал за безопасность и сохранение в тайне всей системы «Ультра»: «Черчилль находился на каком-то заседании, поэтому я обратился к его личному секретарю и рассказал ему о полученных сведениях. Я узнал, что поскольку расшифрованная радиограмма (Авт. — с указанием города Ковентри как новой цели бомбардировок люфтваффе) отправлена истребительному авиационному командованию, я не сомневался, что оно обратится к премьер-министру с вопросом, что делать, и что это будет мучительное решение (эвакуировать город и пр. и тем самым дать понять Германии, что их шифрограммы раскрыты, или оставить все, как есть…). Ничего подобного не было сделано. Черчилль лишь приказал привести в готовность пожарные команды, „скорую помощь“, полицию, охрану. Это страшное решение было безусловно правильным, но я радовался, что мне не приходится его принимать».
Однако данная версия не является общепринятой среди историков, к тому же опровергается опубликованными в 1980 году Петером Калвокоресси текстами расшифровок проекта Ultra (Калвокоресси возглавлял военно-воздушную секцию в Блетчли Парке, занимавшуюся именно расшифровкой сообщений Люфтваффе).
В действительности из расшифровок «Энигмы» было известно лишь о самом факте налёта и приблизительной его дате. Из данных слежения за X-Gerät было предположено, что целью станет Лондон, и лишь в 15:00 (за 4 часа до начала бомбардировки) стало ясно, что ею будет Ковентри. Были приведены в боевую готовность зенитные батареи и объявлена тревога по частям авиации, отдана команда на включение системы Cold Water, предназначенной для глушения сигналов наведения X-Gerät. Гражданская администрация действительно не была предупреждена, поскольку у неё всё равно не оставалось времени на реагирование.
Английское командование полагалось на Cold Water, но она в этот вечер не сработала, поэтому немецкие бомбардировщики шли по чётким сигналам английских радиомаяков. Авиазвено «Хейнкелей» выполняло роль самолётов наведения, которые должны были сбросить зажигательные бомбы для пометки объектов последующей бомбардировки. После них должен был появиться эшелон основных сил бомбардировщиков, выделенных для участия в операции.
Бомбардировка началась в 19 часов 24 минуты и продлилась всю ночь, закончившись приблизительно в 6 часов утра 15 ноября 1940 года. В налёте на Ковентри участвовало 437 самолётов. За 11 часов непрерывной бомбардировки на город было сброшено 56 тонн зажигательных бомб, 394 тонны фугасных бомб и 127 парашютных мин. Часть ударов была нацелена на уничтожение промышленных объектов, расположенных в большинстве своём в окрестностях города. Однако многие самолёты сбрасывали бомбы на центр города. Всполохи огня достигали 20 метров в высоту, а отсветы пожаров были видны более чем на 200 километров.
В результате бомбардировки были серьёзно повреждены 12 авиационных заводов города. Были полностью выведены из строя газоснабжение, водопровод и железная дорога. Выпуск самолётов в Великобритании в результате авианалёта сократился на 20 процентов. Серьёзно пострадали также жилые кварталы Ковентри. В результате авианалёта 14 ноября 1940 года погибло 554 человека, а 865 было ранено. Полностью были уничтожены 4 330 домов и три четверти всех фабрик города.
В числе первых зданий, разрушенных в начале налёта, был Собор Святого Михаила, ставший единственным английским собором, пострадавшим во время Второй мировой войны.
Потери немцев в этом налёте составили всего один самолёт.

Церковь Святой Троицы после налёта в ночь на 15 ноября 1940

Бомбардировка Ковентри ознаменовала собой начало новой эры тотальных воздушных налётов. Немецкие военные лётчики ввели новый термин: «ковентрийские налёты», что означало бомбардировки, приводившие к полному уничтожению объекта. Впоследствии американцы назовут подобные бомбардировки «ковровыми». В этот раз немцы впервые попытались нанести удар в центр экономической системы Великобритании путём тотальных ночных бомбардировок. Такая тактика оказалась самой опасной для противника по тем причинам, что у англичан практически не было истребителей, приспособленных для ночных боёв, и их беззащитные в ночное время с воздуха города защищали лишь войска противовоздушной обороны. Поскольку ночью самолёты летали с небольшой скоростью и на относительно малых высотах, их бомбовая нагрузка увеличивалась по сравнению с самолётами, участвовавшими в дневных налётах.
С другой стороны, таким путём, без единоборства в воздухе, немцам невозможно было завоевать господство в воздухе. Ещё одна серьёзная проблема, с которой столкнулись немцы — это невысокая точность ночных бомбометаний. Её лишь частично удавалось решать с помощью ракет, сбрасываемых на парашютах, и зажигательных снарядов. Вывести из строя военную промышленность Великобритании немцам в ходе Второй мировой войны так и не удалось.
Даже несмотря на разрушение авиационных заводов Ковентри и других городов, в 1940 году англичане выпустили 9924 самолёта против 8070 немецких, но «ковентрийские налёты» вызвали протест не только в Великобритании, но и во всём мире и послужили поводом к бомбёжкам городов Германии в конце войны.
Трансляция Би-би-си на Рождество 1940 года руин собора Ковентри на фоне песни «Coventry Carol» сделала последнюю с тех пор популярной рождественской мелодией.
Геббельсовская пропаганда активно использовала термин «ковентрировать» — разрушить город ударами с воздуха, — но лишь до начала систематических бомбардировок немецких городов силами Британии и США в конце войны.

## Последовавшие авианалёты на Ковентри. Восстановление города
В следующем году были совершены новые бомбардировки Ковентри, особенно результативными были налёты 8 и 10 апреля 1941 года. Всего немцы бомбили Ковентри 41 раз. Последняя бомбардировка была проведена в августе 1942 года.
В результате бомбардировок Ковентри, включая самую первую, погибло 1236 человек, из них 808 захоронены в братской могиле кладбища на Лондон-Роуд. В числе других погибших были добровольцы, работавшие в городе Ковентри во время войны, их тела были вывезены домой родственниками. Многие тела так и не удалось опознать.
Решение восстановить кафедральный собор было принято уже на следующее утро после первой бомбардировки. Восстановление стало не признанием поражения, а символом веры и надежды в будущее мира. Дик Ховард, занимавший пост настоятеля ковентрийского кафедрального собора, мелом написал на его разрушенной стене: «Господь, прости».

## Ковентри и Сталинград
Многие люди в Великобритании, включая и жителей Ковентри, сочувствовали населению Советского Союза, несшего на себе всю тяжесть войны. Женщины Ковентри отправили послание поддержки женщинам Сталинграда.
…Из города, растерзанного в клочья главным врагом мировой цивилизации, наши сердца тянутся к вам, тем, кто гибнет и страдает гораздо больше нашего…
Они выбрали Сталинград, так как он и его судьба во Второй мировой войне были в многом схожи с Ковентри. В то же время телеграфом в Сталинград было отправлено сообщение:
…Мы, женщины Ковентри, шлём свой привет вам, женщинам Сталинграда и вместе с вами всем храбрым женщинам всего Советского Союза, в вашей вызывающей восхищение борьбе против нашего общего врага, гитлеровского фашизма. В глазах всего мира Ковентри – это символ бесчеловечности и убийственной жестокости, с которой нацисты ведут свою войну против гражданского населения обеих наших стран. В ходе зверских гитлеровских бомбардировок не только погибли сотни невинных людей, но также была разрушена самая бесценная архитектурная и культурная реликвия Ковентри… В этом очень важном промышленном центре Англии мы, женщины Ковентри, мужья и отцы которых работают на оборонных заводах, многие из нас тоже работают там, мы делаем всё возможное для устранения препятствий на пути к максимальному выпуску продукции, так чтобы храбрым солдатам, морякам и лётчикам обеих наших стран хватало оружия и боеприпасов в этой титанической борьбе. Мы снова приветствуем вас, женщины Сталинграда, салютуем вашему невероятному мужеству и вдохновенному самопожертвованию и клянёмся выполнить все необходимое до нашей полной общей победы…
Месяц спустя члены городского совета Ковентри Сидней Стрингер и Джордж Ходкинсон начали формирование так называемого «Комитета англо-советского единства», в который вошёл Дик Ховард. Он был полностью сформирован 2 ноября 1941 года. В январе 1942 года в Ковентри прошла англо-советская неделя. Проводились танцы и парады на улицах, в школах показывали советские фильмы, собирались денежные средства для помощи СССР.
В Сталинграде в мае 1942 года приветственное послание женщин Ковентри было обсуждено на съезде женщин, а позднее на 285 женских собраниях на заводах и предприятиях города. В обсуждениях участвовали более 36 тысяч женщин Сталинграда, в результате был подготовлен проект письма:
…Вам, славным женщинам Ковентри, мужественным патриоткам Англии, шлём мы свой горячий привет. В дни решающих битв на полях великой освободительной войны, нам, советским женщинам, особенно дороги те чувства солидарности, которые проявляете вы, наши зарубежные товарищи по общей борьбе. Сёстры наши боевые, дочери великого английского народа. С каждым днём войны крепнет наша дружба. Нас объединяет чувство жгучей, священной ненависти к врагу, мы едины в своём стремлении уничтожить фашистских варваров… Да здравствуют женщины Ковентри, помогающие разгрому фашизма… Женщины Ковентри заслужили безграничную симпатию наших людей…
Подписи к ответному посланию были собраны в альбом, который спустя 8 месяцев прибыл в Ковентри.
Ковентри и Сталинград (ныне Волгоград) являются городами-побратимами с 1944 года, создан проект «Ковентри — Волгоград». Формирование этого союза является первым актом «побратимства» двух городов, ставшим впоследствии всемирным движением. В знак дружбы в 2019 году в центре Ковентри появилась площадь, названная в честь Волгограда. Она расположена у стен церкви Святой Троицы, недалеко от руин собора Святого Михаила. В Волгограде существует улица Ковентри, которая соединяет улицы Советская и Чуйкова, недалеко от набережной. Примечательна улица тем, что к ней не приписано ни одного дома. Также Ковентри является городом-побратимом Дрездена, сильно пострадавшего в результате авианалёта 1945 года. Побратимство Дрездена и Ковентри стало своеобразным символом примирения между английским и немецким народом.
31 марта 1947 года на официальном ужине, в присутствии председателя Сталинградского Совета И. Ф. Зименкова, азербайджанского драматурга Бабаева и полковника Иванова из министерства сельского хозяйства СССР, Сталинграду были официально вручены меч и скатерть Ковентри. Меч и скатерть в настоящее время хранятся в музее в заповеднике «Сталинградская битва» (Волгоград), в зале подарков народов мира городу-герою Сталинграду. На мече выгравированы слова:
…Стойким Жителям Сталинграда в подарок от английского короля Георга VI в знак безграничного уважения от людей Великобритании…